# Walt prima di Topolino
Walt prima di Topolino (Walt Before Mickey) è un film biografico di Khoa Le, ispirato da un romanzo biografico di Timothy Susanin, Walt Before Mickey: Disney's Early Years, 1919–1928, del 2011.

## Trama
Il film inizia con il racconto di Walt Disney, giovane bambino che vive in una fattoria con i genitori e il fratello maggiore. Walt manifestava da sempre una forte passione per il disegno e per l'animazione, passioni disapprovate dal padre, che tuttavia impartiva a Walt importanti lezioni di vita sul non arrendersi mai e sul portare sempre a termine un progetto. Dopo che il padre si ammalò gravemente, Walt e la sua famiglia furono costretti a trasferirsi. Crescendo, Walt lavorerà nell'esercito dove disegnerà caricature per i soldati, per poi fare domanda di lavoro ad un importante studio. Qui conoscerà quelli che saranno i suoi primi soci in affari, con i quali deciderà di mettere su un proprio studio di animazione. Questo studio verrà poi spostato in Kansas e, a seguito di numerose difficoltà, vedrà perdere quasi tutti i membri e rimarranno quindi solo Walt, un socio (Ub Iwerks) e il fratello Roy Disney. A seguito dell'ennesimo rifiuto e con il morale più a terra che mai, a Walt a seguito della vista di un topino che gli ricordava uno con cui aveva fatto amicizia in precedenza, in un momento di crisi, verrà l'idea di creare un nuovo personaggio chiamato Mortimer, un topino allegro e sempre gentile con tutti e che crede che il mondo possa divenire un posto meraviglioso, composto da persone sempre cordiali. Espone l'idea al fratello, alla moglie e ai pochi membri rimasti e tutti ne sono entusiasti. La moglie, però, dice di non apprezzare il nome Mortimer, che le appare troppo poco allegro; si decide allora di optare per Mickey, "Mickey Mouse" ("Topo Michelino", diventando Topolino per il pubblico italiano), che viene così portato nelle sale, dove riscontra un successo clamoroso. A fine film la voce narrante di Walt affermò che ogni momento difficile l'ha reso più forte, e proprio in quel momento vide dietro l'angolo del cinema un topino che pareva essere quello con cui aveva stretto amicizia.
Nei titoli di coda viene raccontata la fine fatta da ogni collaboratore di Walt e dal fratello. Walt Disney è stato poi ricordato come uno dei più grandi cineasti della storia vincendo anche numerosi premi tra cui uno per aver creato il primo lungometraggio animato della storia (Biancaneve e i sette nani), e ha sempre affermato che: "Comunque sia, non bisogna dimenticare che tutto è cominciato con un topo".

## Produzione
In un'intervista pubblicata sul giornale Kansas City Star, il regista Khoa Le parlò delle difficoltà nel realizzare il film, per via del poco tempo a disposizione e della sua scarsa familiarità con l'argomento.
La maggior parte delle scene è stata girata a DeLand e ad Orlando, in Florida.

## Colonna sonora
La canzone dei titoli di coda, Just a Wish, fu registrata appositamente per il film. Fu composta da Andrew Capra, Rob Graves e Jeremy Rubolino ed eseguita da Julie Zorrilla, finalista della trasmissione American Idol. Fu distribuita come singolo digitale su iTunes il 12 agosto 2015.

## Distribuzione
Il film ebbe la sua prima agli AMC Theatres nel complesso Disney Springs di Orlando il 14 agosto 2015.
In Italia è uscito sulla piattaforma Netflix il 5 aprile del 2016.

## Accoglienza

### Critica
Alcune testate statunitensi come Common Sense Media, Salt Lake City Weekly ed Orlando Weekly hanno dato dei giudizi negativi sia al regista sia al film in generale. Al contrario, il sito Nuke the Fridge gli ha dato come voto 8/10, apprezzandone l'aderenza alla vera storia di Disney e della sua compagnia, anche nei suoi difficili inizi.